# Joan Ingram
Joan Ingram, född 28 februari 1910, död 4 februari 1981, var en engelsk bordtennisspelare. 
Ingram spelade sitt första VM 1926 och 1929, 4 år senare, sitt 3:e och sista. Under sin karriär tog hon 3 medaljer i bordtennis-VM, 3 brons. 
Hon vann både dubbel och mixed dubbel i English Open 1926.

## Meriter
- Bordtennis VM
  - 1926 i London
    - kvartsfinal singel
    - kvartsfinal mixed dubbel

  - 1928 i Stockholm
    - 3:e plats singel
    - 3:e plats dubbel med Winifred Land
    - 3:e plats mixed dubbel med Charles Bull

  - 1929 i Budapest
    - kvartsfinal dubbel